# Дегрон

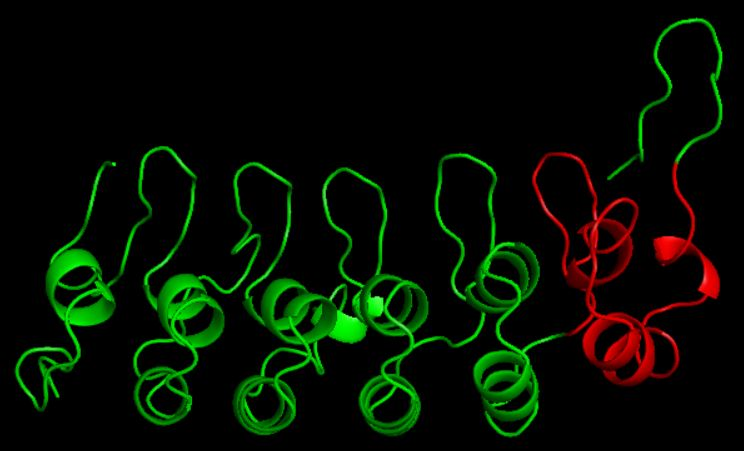
Зелёным цветом показана молекула IkBa — ингибитора транскрипционного фактора NF-κB и регуляторного белка иммунной системы. Красным цветом выделен его убиквитин-независимый дегрон

Дегро́н (англ. Degron) — часть молекулы белка, которая регулирует скорость его разрушения (протеолиза). Известные на данный момент дегроны представляют собой короткие аминокислотные последовательности, структурные мотивы или экспонированные из белковой глобулы аминокислотные остатки (часто остатки лизина или аргинина), располагающиеся в любом участке аминокислотной цепочки. Некоторые белки содержат несколько дегронов. Дегроны выявлены у белков разнообразных организмов, начиная от N-концевых дегронов дрожжей и кончая последовательностью PEST в орнитиндекарбоксилазе мыши. Дегроны также были выявлены в белках прокариот.
Известные дегроны подразделяют на несколько групп, но даже дегроны одной группы очень вариабельны, хотя все они так или иначе влияют на деградацию белка. Для работы некоторых дегронов (убиквитин-зависимых) необходимо, чтобы белок был мечен убиквитином, другие (убиквитин-независимые) работают независимо от мечения белка убиквитином.

## Типы
Для функционирования убиквитин-зависимых дегронов необходимо полиубиквитинирование белка, которое направляет его на разрушение в протеасомы. В некоторых случаях дегрон сам по себе служит сайтом полиубиквитинирования, как в случая белка β-катенина. Так как детальный механизм участия дегрона в полиубиквитинировании известен далеко не всегда, дегроны признаются убиквитин-зависимыми, если при их удалении из белка уровень его убиквитинирования снижается, а при добавлении к белку уровень убиквитинирования, напротив, повышается.

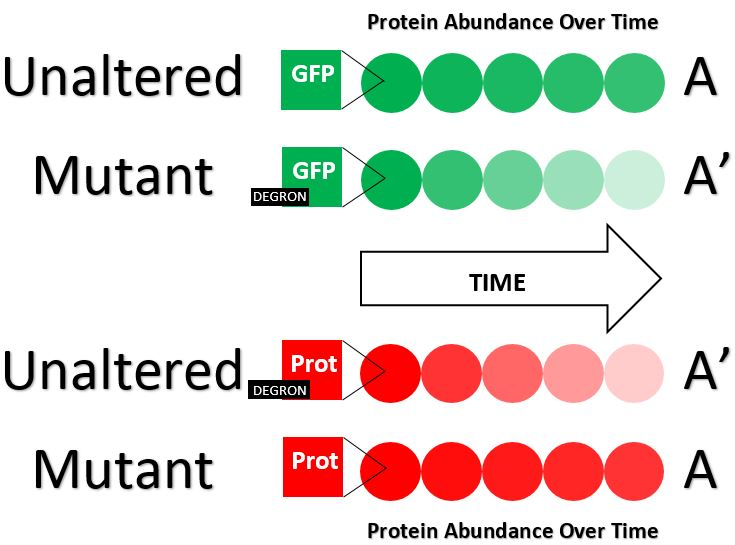
Два основных метода идентификации дегронов в белке.
Вверху: исходная форма белка остаётся стабильнее формы, к которой пришит предполагаемый дегрон, и разрушается медленнее.
Внизу: форма белка с удалённым предполагаемым дегроном разрушается медленнее исходной формы

Функционирование убиквитин-независимых дегронов, напротив, не сопровождается полиубиквитинированием содержащих их белков. Например, дегрон IκBα (белка, участвующего в работе иммунной системы) не задействован в убиквитинировании, поскольку сшивка этого дегрона с зелёным флуоресцентным белком (GFP) не повышало уровень убиквитинирования последнего. Однако детальный механизм того, как именно дегрон задействован в разрушении белка, в большинстве случаев неизвестен.

## Идентификация
Существует три подхода, позволяющие идентифицировать дегрон в белке. В первом методе последовательность, являющаяся вероятным дегроном, пришивается к стабильному белку (например, GFP), и далее сравнивается стабильность исходного белка и белка с пришитым вероятным дегроном. Если пришитая последовательность действительно является дегроном, число молекул белка, к которому она пришита, будет со временем снижаться гораздо быстрее, чем в случае исходного белка. Кроме того, из белка можно удалить последовательность, которая, вероятно, является дегроном, и сравнить стабильность белка с делецией с исходным белком. Если удалённая последовательность является дегроном, белковые молекулы, лишённые её, окажутся стабильнее исходного белка.
Третий подход используется для установления зависимости дегрона от убиквитинирования, когда с помощью описанных выше приёмов дегронная природа последовательности уже была подтверждена. В этом подходе сравнивается степень убиквитинирования исходного белка и мутантной формы, лишённой дегрона.